# Stictoptera multistriata
Stictoptera multistriata är en fjärilsart som beskrevs av George Francis Hampson 1912. Stictoptera multistriata ingår i släktet Stictoptera och familjen nattflyn. Inga underarter finns listade i Catalogue of Life.